# Revolvo
Revolvo är ett svenskt indierockband, bildat i Malmö i december 1997.
Gruppens första skivsläpp blev en 7"-singel, In a Vault/Tricker, utgiven på bolaget Layer Recordings och inspelad i Tambourine Studios. Singeln fick en del speltid i Sveriges Radio P3:s program P3 Rock, vilket ledde till en spelning på Hultsfredsfestivalens demoscen 1998.
I januari 1999 kontrakterades bandet av Startracks. En demo spelades in tillsammans med Thomas Skogsberg i Sunlight Studio. Skogsberg valdes specifikt med syftet att ge bandet ett hårdare sound. Två av låtarna från denna session släpptes senare på Umeå-baserade bolaget Chalksounds som en 7"-splitsingel tillsammans med bandet Disa.
Efter en spelning på Emmabodafestivalen samma år kom bandet i kontakt med Pelle Gunnerfeldt, som erbjöd sig att producera bandets albumdebut i sin studio i Gröndal. Resultatet blev det självbetitlade debutalbumet Revolvo, utgivet 2002 på Startracks. Flera spelningar följde, bland annat som förband till The White Stripes på KB i Malmö och till The (International) Noise Conspiracy på Mosebacke i Stockholm.
Tio år senare kom gruppens andra album The End Starts Here på Ovlover Records. På albumet hörs influenser av amerikanska indierockband som Dinosaur Jr. och Buffalo Tom, men även av brittiska shoegazegrupper som Ride och Catherine Wheel.

## Diskografi
Album
- 2002 – Revolvo (Startracks)
- 2012 – The End Starts Here (Ovlover Records)

Singlar
- 1998 – In a Vault/Tricker (Layer Recordings, 7")
- 1999 – Revolvo/Disa (Chalksounds, 7")

## Medlemmar
- Jonas Hultqvist – gitarr, bas, sång
- Martin Olson – gitarr, bas
- Peter Malmquist – trummor